# Paterson Great Falls National Historical Park
Le Paterson Great Falls National Historical Park est une aire protégée américaine à Paterson, dans le comté de Passaic, au New Jersey. Établi en 2011, ce parc historique national protège les Great Falls formées par la Passaic ainsi que leurs environs, et notamment le Hinchliffe Stadium et le Paterson Museum.